# Pere Pasqual Ferreras i Escarràs
Pere Pasqual Ferreras i Escarràs (Badalona, Barcelonès, 1775 - Barcelona, 17 de juny de 1849) fou un prevere compositor català.

## Biografia
A quinze anys entrà en l'orde de la Mercè i començà a estudiar música quelcom més tard, retard que influí força en el desenvolupament de les seves aptituds i que tan sols va poder obviar en part pel seu gran entusiasme i voluntat. Vers el 1814 fou nomenat director de l'escola de música del convent de la Mercè de Barcelona, ensems que ampliava els seus coneixements de composició.
Aviat adquirí gran fama l'escola de la Mercè, ja que Farreras iniciava els infants que hi assistien en tots els secrets de l'art i ell mateix va aprendre a tocar quasi tots els instruments amb l'objecte de poder donar una ensenyança més completa als seus alumnes.
Va compondre diverses obres entre les quals destaquen els drames lírics El fill pròdig i El sacrifici d'Isaac, escrits per als infants de l'escola, així com diferents serveis religiosos. etc.

## Obres
Algunes de les seves obres son:
- Goigs per a 4 v i Ac
- Lletania per a 4 v i Org
- Rosari i Trisagi per a 4 v i Org
- Salve per a 5 v i Org